# Johan Aulin
Johan Aulin, född 1 mars 1969 i Österåker församling, är en svensk skådespelare.

## Filmografi
- 1981 – Clownens dröm (kortfilm)
- 1997 – Rekviem för Katrin (kortfilm)
- 1998 – Starta eget - lyset är paj och det är en jäkla röra också (kortfilm)
- 2000 – Bastarderna i Paradiset
- 2002 – Utanför din dörr
- 2007 – Workshopen (kortfilm)
- 2008 – Gast (kortfilm)
- 2010 – Bröderna Karlsson

### Fotnoter
1. ↑  ”Johan Aulin”. Svensk Filmdatabas. http://www.sfi.se/sv/svensk-filmdatabas/Item/?type=PERSON&itemid=257270&ref=%2ftemplates%2fSwedishFilmSearchResult.aspx%3fid%3d1225%26epslanguage%3dsv%26searchword%3djohan+aulin%26type%3dPerson%26match%3dBegin%26page%3d1%26prom%3dFalse. Läst 26 september 2012.